# 肟V
肟V是一种有机化合物，有着用作甜味剂的潜力。它最初于作为人造甜味剂紫苏葶的类似物1976年被报道。它的甜度约为蔗糖的450倍，且比紫苏葶更易溶于水。目前已有肟V的代谢和毒理学研究，但它并未上市。
它存在于柑橘属中。